# Marion Küstenmacher
Marion Küstenmacher (* 1956 in Würzburg) ist eine deutsche Autorin. Sie leitete von Oktober 1998 bis 2006 zusammen mit ihrem Mann Werner Küstenmacher die Chefredaktion des monatlichen Newsletters Simplify your life. Sie veröffentlichte gemeinsam mit ihrem Mann diverse simplify-Bücher, darunter den in 9 Sprachen übersetzten Bestseller Simplify your Love.

## Leben
Küstenmacher studierte Evangelische Theologie und Germanistik in München und Tübingen (Staatsexamen Ludwig-Maximilians-Universität München). Sie absolvierte ein Verlagsvolontariat beim Piper Verlag und war ab 1983 als Lektorin beim Claudius-Verlag mit den Schwerpunkten Psychologie und Spiritualität tätig. Seit 1993 arbeitet sie freiberuflich als Autorin und Trainerin für spirituelle Persönlichkeitsentwicklung.
Küstenmachers aktueller publizistischer Schwerpunkt liegt auf den Themen integrale Philosophie, postmoderne Spiritualität und Mystik. Sie ist zertifizierte Trainerin für Spiral Dynamics Integral® / Leadership Values (Wertewandel und sozialpsychologische Bewusstseinsstufen). Zusätzlich ist sie ausgebildete Mentorin in Wertimagination. Marion und Werner Küstenmacher haben drei Kinder und leben seit 1985 in Gröbenzell bei München.

## Auszeichnungen
2010 wurde ihr der Argula-von-Grumbach-Preis der Evangelisch-Lutherischen Kirche in Bayern verliehen für ihre Arbeit Sophia – die Weisheit ist weiblich.

## Werke
- Das Enneagramm der Weisheit. Spirituelle Schätze aus drei Jahrtausenden. Claudius, München 1996, ISBN 978-3532621943.
- Erfahrungen mit dem Enneagramm. Claudius, München 1999, ISBN 978-3532621103.
- 100 Gründe, warum es sich lohnt zu leben. Zus. mit Werner Tiki Küstenmacher, Pattloch, München 2003.
- Vom Zauber der Blumen und einfachen Dinge. Pattloch, Regensburg 2004, ISBN 978-3629016713.
- Mystik für Kinder: Kreative Anregungen und Übungen für Kindergarten, Schule, Gottesdienst, Freizeit und Familie. Kösel, München 2004, ISBN 978-3466366644.
- Simplify your love. Gemeinsam einfacher und glücklicher leben, Campus, Frankfurt/Main 2006, ISBN 978-3593381435.
- Neue Wege finden: Labyrinthe. Bassermann, München 2006, ISBN 978-3809420026
- Energie und Kraft durch Mandalas. Bassermann, München 2006, ISBN 978-3809423683.
- Mandalas und das Geheimnis der Farben. Spirituelle Texte zu historischen Ornamenten. Südwest, München 2008, ISBN 978-3-517-08390-2.
- Die Perlen der Seele. Meditieren mit dem Enneagramm. Zus. mit Andreas Ebert, Claudius, München 2009, ISBN 978-3532623862.
- War das vielleicht ein Engel? 111 beflügelnde Begegnungen. St. Benno, Leipzig 2009, ISBN 978-3746227832.
- Ist das vielleicht nicht Glück? 111 x einfach glücklich sein. St. Benno Verlag, Leipzig 2009, ISBN 978-3746226309.
- Gott 9.0: Wohin unsere Gesellschaft spirituell wachsen wird. Zus. mit Werner Küstenmacher und Tilmann Haberer, Gütersloher Verlagshaus 2010, ISBN 978-3-579-06546-5
- Der offene Augenblick. Kleine Mystik für Neugierige. Kösel, München 2012, ISBN 978-3-466-37033-7
- Wo die Seele Atem holt. 52 Impulse aus der Mystik für mehr Gelassenheit, innere Ruhe und Wachheit. Irisiana, München ISBN 978-3-424-15249-4.
- Der Purpurtaucher. Vom inneren Wachsen mit Bildern der Mystik. Münsterschwarzach, Vier-Türme-Verlag 2015, ISBN 978-3-89680-951-3
- Auf den Pfaden des Wunders. Gedanken zur Weihnachtsgeschichte. St. Benno Verlag Leipzig 2017, ISBN 978-3-7462-5084-7
- Der Seele einen Garten schenken, Vom Zauber der Blumen und einfachen Dinge. (Erweiterte Neuauflage) Gütersloher Verlagshaus, Gütersloh 2017, ISBN 978-3-579-08658-3
- Integrales Christentum. Einübung in eine neue spirituelle Intelligenz. Gütersloher Verlagshaus, Gütersloh 2018, ISBN 978-3-579-08547-0
- Fühl dich umarmt! Mehr als 100 gute Gründe, das Leben zu lieben. Zus. mit Werner Tiki Küstenmacher, Bonifatius Paderborn 2021, ISBN 978-3-89710-887-5
- Mein fliegender Teppich des Geistes. Wie sich aus Kindheitserfahrungen eine lebendige Spiritualität weben lässt. Gütersloher Verlagshaus, Gütersloh 2021, ISBN 978-3-579-06617-2
- Von der Freude einfacher Dinge. Das kleine Buch der Achtsamkeit. St. Benno Verlag Leipzig, 2022, ISBN 978-3-7462-6093-8
- Wo die Seele Atem holt. 52 Impulse aus der Mystik für mehr innere Ruhe und Gelassenheit. Kösel Verlag München, 2022, ISBN 978-3-466-37293-5
- Du bist gegenwärtig. Eine Vaterunser-Meditation. St. Benno Verlag Leipzig 2023, ISBN 978-3-7462-6317-5
- Aufbruch ins Licht. Mit Adventsmystik, Weihnachtszauber und Rauhnächtekraft gestärkt ins neue Jahr. Kösel Verlag München, 2023, ISBN 9783466373123